# Последната възможност
„Последната възможност“ е български телевизионен игрален филм (драма) от 1984 година по сценарий и режисура на Иля Велчев, оператор е Бочо Бочев, художник е Димо Костадинов, звукорежисьор е Трендафилка Немска, музикалното оформление е на Дора Грашева.
Сценарият е написан по едноименната повест от книгата „Тази смъртна любов“ на Иля Велчев.
„Последната възможност“ е първия български филм заснет по видео способ.

## Награди
- Голямата награда на зрителите „Кристална роза“ на 23-тия международен кинофестивал в (Прага, Чехословакия, 1986)

## Сюжет
Артиста цял живот е мечтал да се превъплъти в образа на Дон Кихот. И когато на неговия петдесет годишен юбилей това най-сетне ще се случи, получава инфаркт. Излиза от болницата и продължава репетициите по спектакъла, въпреки забраната на лекарите. При него идва Смъртта и го предупреждава: „Харесвам те, затова ще ти дам право на избор. Ако се откажеш да бъдеш Дон Кихот, ще живееш. Но ако избереш да бъдеш Дон Кихот, ще умреш!“ В този дилемен момент Артиста среща и любовта, младата хубава актриса Анна. И в неговите халюцинации между живота и болката по време на сърдечните кризи, Смъртта и Анна имат едно и също лице. Това е вечна алегория, най-красивото и любимо нещо може да се превърне в твоята смърт. Любовта и смъртта понякога си приличат. Артиста не приема сделката. На премиерата на „Дон Кихот“ с падането на завесата, умирайки, вижда прекрасния рицар на печалния образ. За да оставиш нещо ценно, трябва да го платиш със себе си.

## Актьорски състав
|  | Роля                |  | Изпълнител          |
|  | ------------------- |  | ------------------- |
|  | Артиста и Дон Кихот |  | Коста Цонев         |
|  | Анна и Смъртта      |  | Валерия Тодорова    |
|  | доктор Ангелов      |  | Петър Петров        |
|  | Кракрата            |  | Марин Янев          |
|  | Писателя            |  | Юрий Яковлев        |
|  | Санчо               |  | Илия Раев           |
|  | Журналиста          |  | Любомир Младенов    |
|  | Жената на Писателя  |  | Лидия Вълкова       |
|  | Критичката          |  | Виолета Бахчеванова |
|  | Оператора           |  | Юрий Ангелов        |
|  | Критика             |  | Радко Дишлиев       |
|  |                     |  | Красимира Демирева  |
|  |                     |  | Константин Цанев    |
|  |                     |  | Георги Джубрилов    |
|  |                     |  | Петър Терзиев       |
|  |                     |  | Георги Кишкилов     |
|  |                     |  | Васил Стойчев       |